# Clif Magness
Clif Magness, de son vrai nom Clifton Magness (né le 24 avril 1957 à Lubbock, au Texas), est un producteur et parolier américain.

## Biographie
Magness collabore, entre autres, avec Avril Lavigne sur son premier album certifié multi-disque de platine, Let Go, co-écrivant cinq titres et en produisant six, dont Losing Grip, Mobile, Unwanted, My World et Too Much to Ask. Let Go se hisse en tête des classements d'albums au Canada et au Royaume-Uni, atteignant la deuxième place du Billboard 200, et termine l'année à la 14e place du classement Billboard des « 200 meilleurs albums de 2002 ». Avant de quitter New York pour Los Angeles afin de collaborer avec Magness, Lavigne se voit attribuer des coauteurs par son label, Arista, qui « n'ont pas réussi à s'entendre avec une fille qui venait de découvrir le rock à base de guitare ». Magness donne à Lavigne la liberté créative qu'elle désirait. « Les chansons les plus rock de Let Go, en particulier Losing Grip et Unwanted, avaient le son qu'elle voulait pour tout l'album. »
En 218, il sort son nouvel album arena rock, intitulé Lucky Dog,.

## Distinctions notables
Lors de la 33e cérémonie des Grammy Awards, Magness remporte le Grammy Award du « meilleur arrangement instrumental » accompagnant des voix pour la chanson The Places You Find Love tirée de l'album Back on the Block de Quincy Jones. Il est nommé pour un Oscar, un Golden Globe, et un Grammy pour la chanson thème The Day I Fall In Love du film Beethoven 2.

## Discographie

### Albums studio
- 1994 : Solo
- 2018 : Lucky Dog
- 2022 : Road to Gold: Official Collection of Lost Demos

### Avec Planet 3
- 1991 : A Heart from the Big Machine
- 1992 : Music From the Planet
- 2004 : Gems Unearthed

### Avec Marc Jordan
- Untitled (1996–1997) (non publié, probablement non fini)

### Singles
- 1980 : There's Nothing So Expensive as a Woman Who's Free for the Night (sous Clif Newton)
- 1980 : Rest of the Night (sous Clif Newton)
- 1994 : Footprints in the Rain
- 1994 : Flower Girl

### Apparitions sur bandes-son
- 1984 : Incommunicado, Never Crossed My Mind (extrait de Starfighter)
- 1984 : Top of the Hill, Hold On (extrait de Hot Dog: The Movie) (1984)